# Ernst Reiter (Theologe)
Ernst Reiter (* 5. Januar 1926 in Hilpoltstein; † 12. Januar 2025) war ein deutscher römisch-katholischer Theologe und Professor für Mittlere und Neue Kirchengeschichte an der Katholischen Universität Eichstätt-Ingolstadt.

## Leben
Ernst Reiter, eines von elf Kindern eine Familie aus dem mittelfränkischen Hilpoltstein, besuchte das Bischöfliche Knabenseminar nach Eichstätt. Mit 17 Jahren wurde er zur Wehrmacht eingezogen und war Kriegsteilnehmer. Mit 19 Jahren kam er in Kriegsgefangenschaft nach England, wo er in einem sogenannten Studienlager das Abitur machen konnte. Nach Tätigkeiten am Bau, Präfekt im Knabenseminar und parallel zu seiner theologischen Ausbildung empfing er am 29. Juni 1953 von Bischof Joseph Schröffer im Eichstätter Dom die Priesterweihe. Zunächst war er Kooperator in Monheim, anschließend bis 1960 Direktor des Knabenseminars St. Wunibald in Eichstätt, unterrichtete an einem Gymnasium Religionslehre und zugleich von 1958 bis 1960 Archivar des Ordinariatsarchivs. 1960 begann er weiterführende Studien in Bonn, die er 1963 bei Hubert Jedin mit der Dissertation Martin von Schaumberg, Fürstbischof von Eichstätt 1560–1590 und die Trienter Reform zum Dr. theol. abschloss.
1964 wurde er auf die Professur für Kirchengeschichte an der Philosophisch-Theologischen Hochschule in Eichstätt – der späteren Katholischen Universität – berufen, zunächst vertretungsweise und ab 1968 bis zu seiner Emeritierung 1991 als Ordinarius für Mittlere und Neue Kirchengeschichte. Er war wesentlich mit der Übersetzung des Martyrologiums (ein Verzeichnis von Märtyrern und anderen Heiligen) ins Deutsche befasst. Weitere Forschungsgebiete waren die Reformationsgeschichte, die Kirchengeschichte während des Dritten Reichs und die Eichstätter Diözesangeschichte sowie der Ökumene.
Von 1968 bis 1976 war er Diözesanbeauftragter für Ökumene und von 1972 bis 1976 Vorsitzender der Ökumenischen Kommission des Bistums Eichstätt. Von 1983 bis 2015 war Reiter Spiritual für die Benediktinerinnen der Abtei St. Walburg in Eichstätt. Von Bischof Gregor Maria Hanke wurde er zu Jahresbeginn 2010 in die Historikerkommission des Seligsprechungsverfahrens für Pater Jakob Rem berufen.
Zuletzt lebte er im Caritas-Seniorenheim St. Magdalena in Greding. Nur eine Woche nach Vollendung seines 99. Geburtstags starb er am 12. Januar 2025.